# Torre da Guarda Suíça

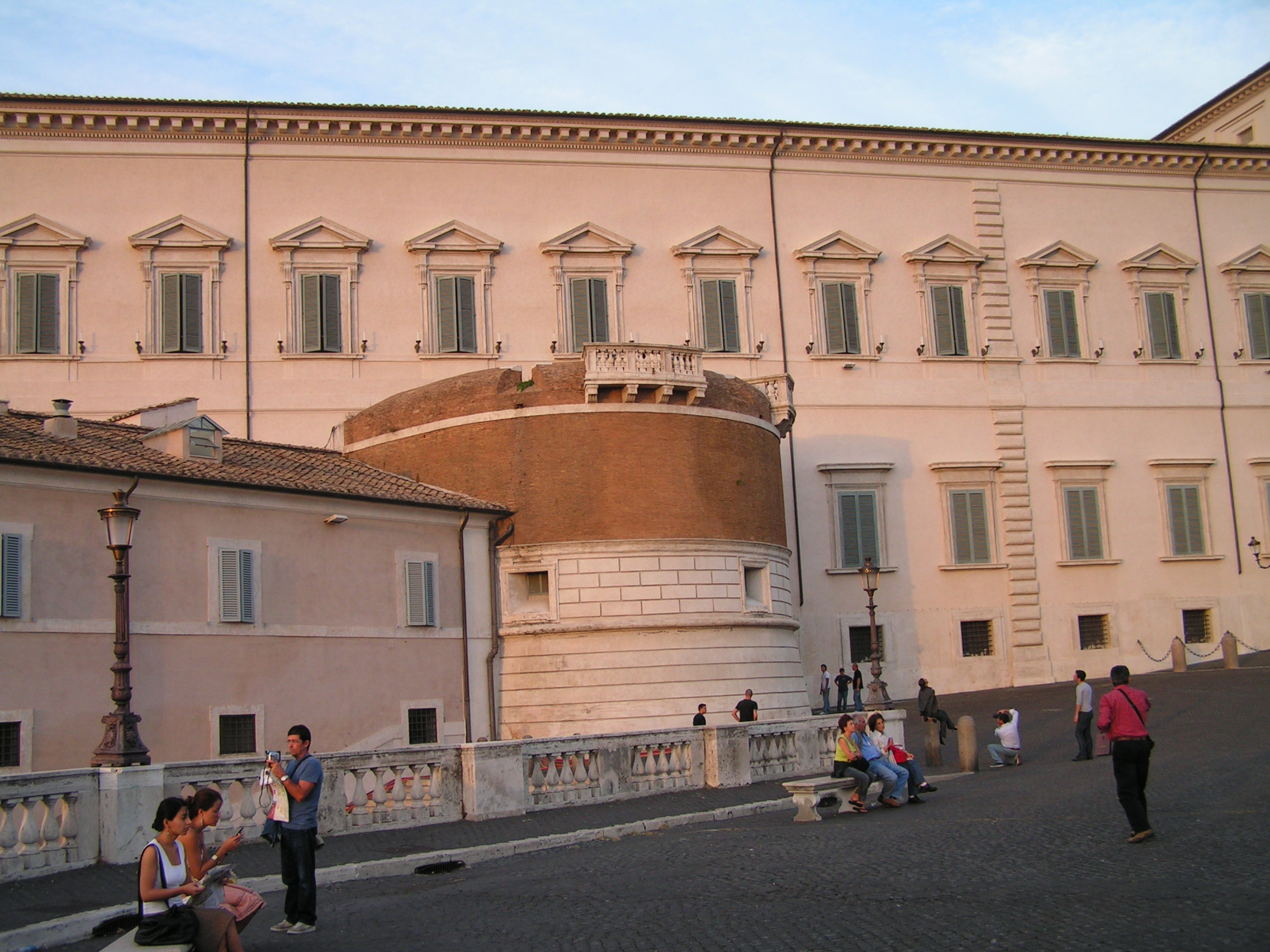
Vista da torre a partir da Piazza del Quirinale.

Torre da Guarda Suiça (em italiano:  Torre della Guardia Svizzera), conhecida também como Torre de Urbano VIII (em italiano:  Torre di Urbano VIII), é uma pequena torre defensiva localizada na Piazza del Quirinale, bem na frente do Palazzo del Quirinale, no rione Trevi de Roma. 

## História

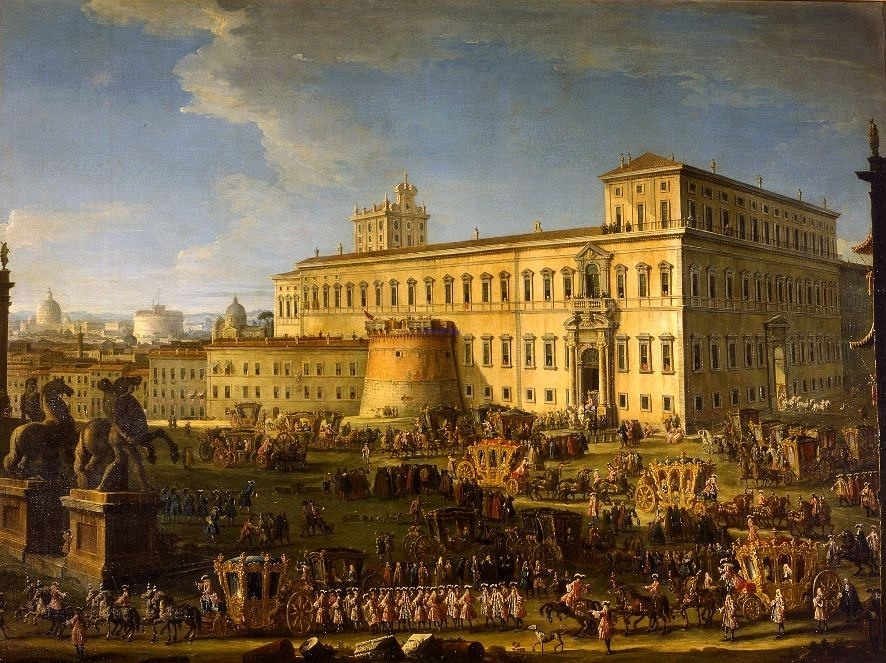
Vista numa pintura de 1777 de Antonio Joli, com o Palazzo del Quirinale ao fundo.

Em 1626, o papa Urbano VIII Barberini (r. 1623-1644) determinou que a segurança da nova residência papal no Palazzo del Quirinale fosse aumentada, o que resultou na construção de uma torre circular perto do portão de entrada, na ampliação dos aposentos da Guarda Suíça na Manica Lunga (o primeiro bloco) e de uma muralha de proteção ao longo do lado oeste do palácio, cercando o Jardim do Quirinal. No alto dela foram posicionados canhões que apontavam para a Piazza del Quirinale, mas eles foram insuficientes em fevereiro de 1798 e novamente em julho de 1809, quando os franceses atacaram o palácio e prenderam o papa. Ao que se sabe, eles jamais foram utilizados. Quando o rei Vittorio Emanuele II veio a Roma pela primeira vez depois da captura da cidade, em dezembro de 1870, ele preferiu saudar a multidão a partir da torre, pois considerou inadequado fazê-lo da lógia a partir de onde o pontífice, deposto de seu poder temporal sobre a cidade, costumava realizar suas bençãos.